# Transkaukasus
Transkaukasus, eller Sydkaukasien/Sydkaukasus, är ett geografiskt område, "landet bortom Kaukasus", som omfattar Armenien, Azerbajdzjan och Georgien, de länder som ligger närmast söder om bergskedjan Stora Kaukasus. Dessa utgjorde under 1920-talet en delstat i Sovjetunionen, vid namn Transkaukasiska SFSR, men delades 1936 upp i blev tre separata delstater i Armeniska SSR, Azerbajdzjanska SSR och Georgiska SSR.